# 알렉세이 니콜라예비치 황태자
알렉세이 니콜라예비치 로마노프(러시아어: Цесаревич Алексей Николаевич Poмaнoв, 1904년 8월 12일 ~ 1918년 7월 17일)는 로마노프 황족으로 러시아 제국의 마지막 황제 니콜라이 2세와 알렉산드라 표도로브나 사이에서 장남으로 태어났다.

## 생애

### 유년기

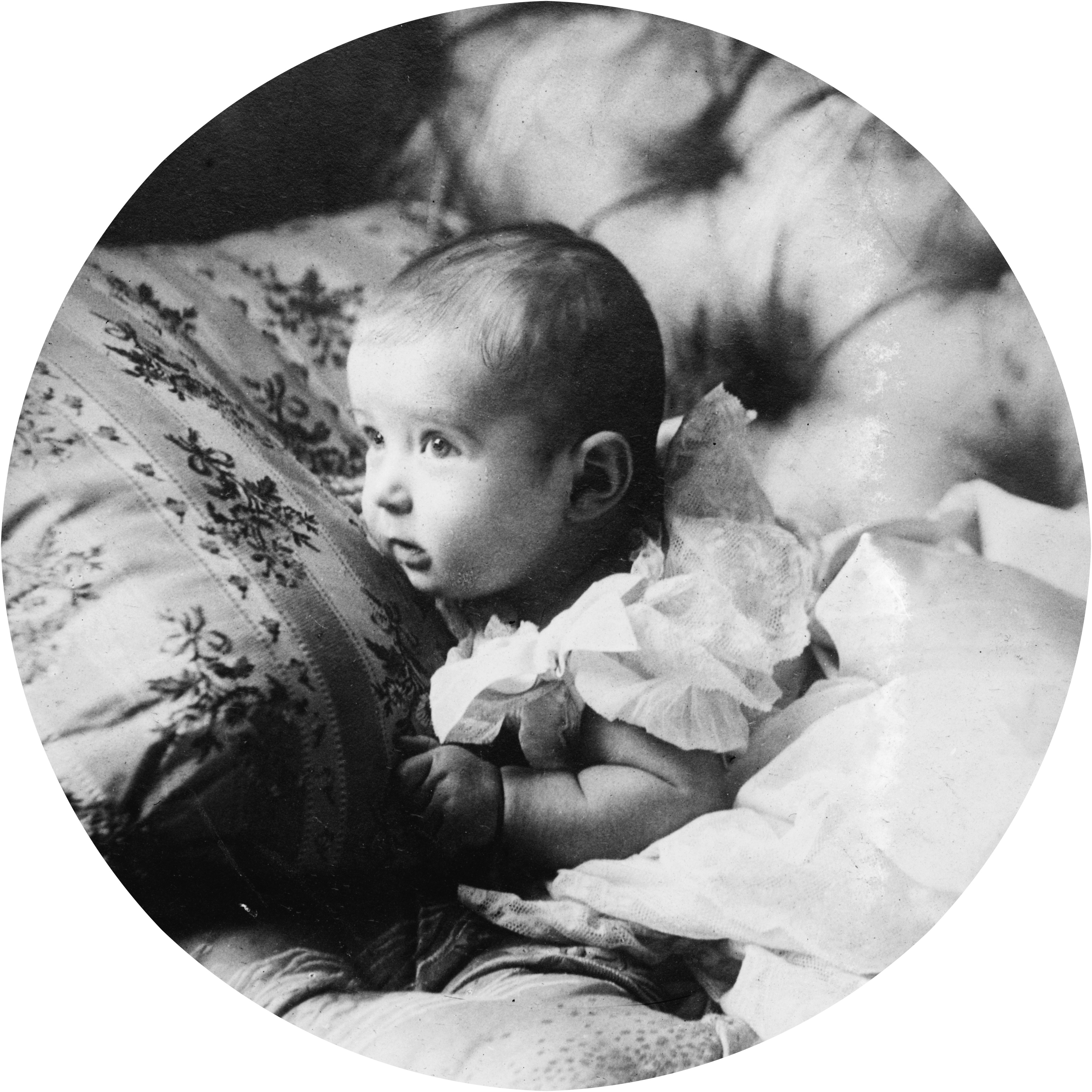
아기 때의 알렉세이

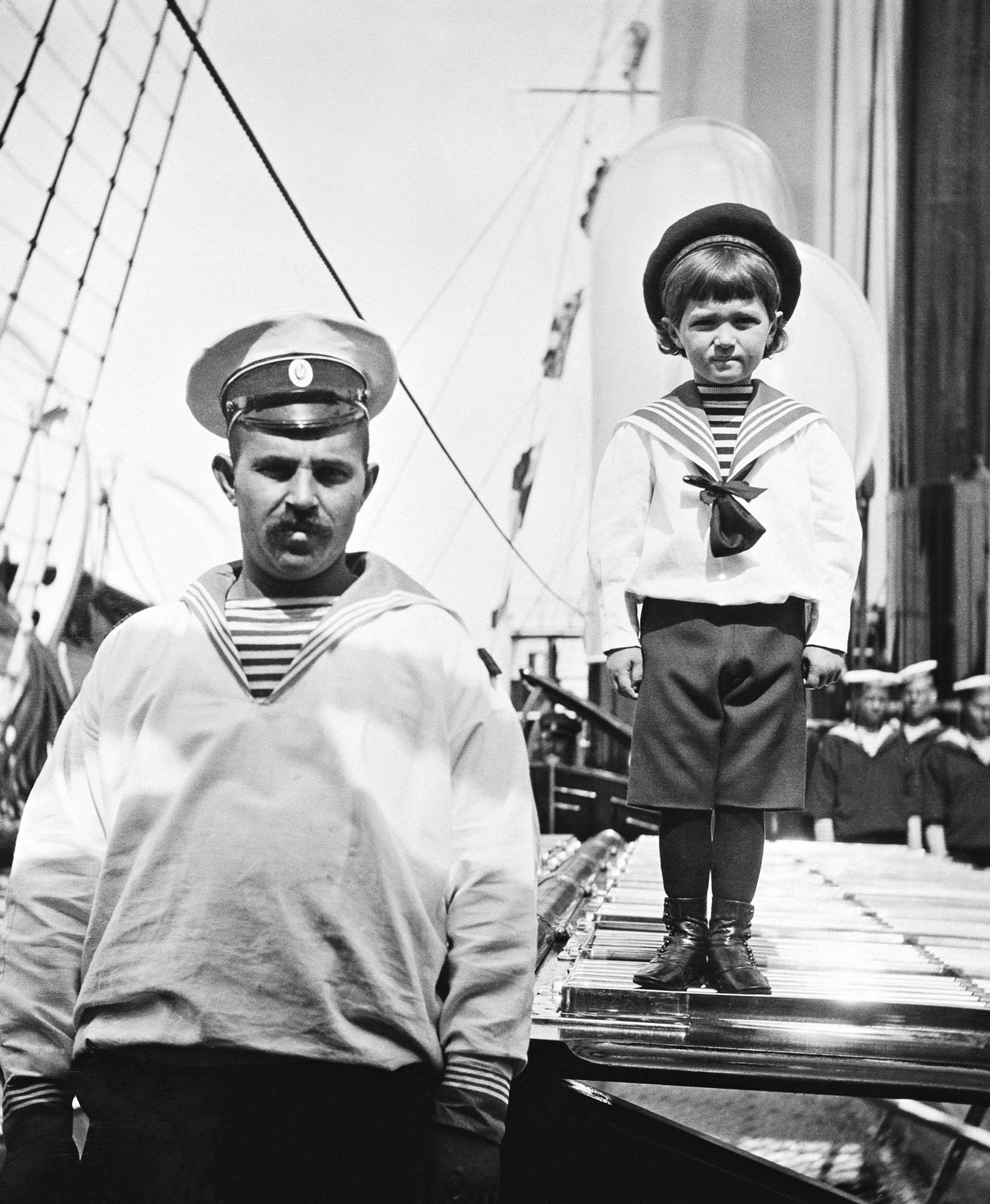
알렉세이(오른쪽)가 1908년 임페리얼 요트 '스탠다르트'호에 선원 보모 안드레이 데레벤코와 함께 타고 있다.

알렉세이는 1904년 8월 12일에 러시아 황제 니콜라이 2세와 러시아 황후 알렉산드라 표도로브나 사이에서 1남 4녀 중 막내아들로 태어났다. 형제로는 올가, 타티아나, 마리야, 아나스타시야 네 누나가 있었다. 그는 그의 부모와 누나들에게 막내로 매우 사랑받았으며 후엔 "햇님"이라는 별명으로 불리곤 했다. 알렉세이는 1904년 9월 3일 세례를 받았다.
알렉세이는 그의 외증조할머니인 빅토리아 여왕으로 인해 선천적인 혈우병을 가지고 있었다. 그의 어머니인 헤센의 알릭스는 혈우병 보인자였다. (2009년 유전분석으로 인해 그는 혈우병 B에 의해 고통받고 있었음이 밝혀졌다.) 그는 혈액 응고 요소가 선척적으로 부족했기 때문에, 늘 자신을 위해 특별한 주의를 기울여야했다.
아이러니하게도 이는 그의 죽음을 초래했는데, 그의 질병을 위해 수도승 그리고리 라스푸틴이 그를 치료한다고 주장하며 나섰기 때문이다. 라스푸틴은 알렉세이 황태자가 사경을 헤맬 때 그를 치료할 수 있다고 주장했다. 이에 대해 수많은 이야기가 있다. 그가 최면, 허브를 사용하고 의사들이 너무 많은 치료를 하지 않도록 조언했다는 것이다. 다른 믿음으로는 그가 정말로 초월적인 힘을 가져 알렉세이를 치료했다는 것과 신에게 기도했다는 것이다. 알렉세이와 그의 누나들은 라스푸틴을 '우리의 친구'로 배우며 그를 신뢰했다.
알렉세이는 자신이 어른이 될때까지 살지 못 할 것이라는 것을 알고 있었다. 그가 10살일 때 그의 첫째 누나인 올가가 알렉세이가 침대에 누워 구름을 바라보는 것을 보고 물었다. "알렉세이, 뭘 하고 있니?" "난 생각하고 궁금해하고 있었어." "뭐에 대해서?" "많은 것들에 대해서 말이야. 난 내가 살아있을 때까지는 햇빛과 여름의 아름다움을 느끼고 싶어. 누가 알아? 어느 날 갑자기 내가 이런 즐거움을 느끼지 못하게 될지..."
그의 프랑스어 가정교사 피에르 길리아드에 따르면 알렉세이는 단순했고 사랑스러운 소년이였다. 하지만 그를 둘러싼 아첨쟁이들은 바보같은 과찬으로 그를 망쳐 놓았다. 어느날 농민 대표단이 알렉세이에게 선물을 가져왔다. 알렉세이의 보모 데레벤코는 농민대표단이 무릎을 꿇기를 요구했다. 길리아드는 그때 알렉세이가 매우 당황하며 얼굴이 붉어졌다고 기억했다. 길리아드가 알렉세이 황태자에게 "사람들이 당신의 앞에서 무릎 꿇는 것이 좋은가요?"라고 묻자 알렉세이는 "글쎄요" 라고 대답했다. 후에 길리아드가 이 문제로 보모 데레벤코와 논쟁을 벌일 때 그는 알렉세이 황태자가 "이런 귀찮은 형식에서 벗어난 것을 기뻐했어요."라고 말했다.(데레벤코는 후에 혁명 후 돌변하여 알렉세이를 구박하고 심부름을 시키는 등 그를 괴롭힌다.)
알렉세이는 그의 가족의 중심이었으며 모든 희망과 애정의 결정체였다. 그의 누나들은 그를 떠받들었으며, 그는 황제 부부의 자랑이자 기쁨이었다. 그가 상태가 좋을 때 궁의 모두는 기뻐하고 밝은 분위기가 되었다. 그의 외모는 그의 어머니인 알렉산드라 표도르브나 황후를 닮았다. 그는 그의 나이에 비해 키가 컸으며, 긴 얼굴과 뚜렷한 이목구비를 가지고 있었다. 구릿빛으로 반짝이는 적갈색 머리와 큰 회색 눈은 그의 어머니 같았다. 그는 매우 똑똑했고 다정다감했지만 그의 교육은 자꾸 중단되었다. 왜냐면 그는 혈우병에 걸렸고 그의 부모인 황제 부부는 그가 징벌받는 것을 절대 견디지 못했기 때문이다. 황제 부부는 제국의 해군 두 명 나고니와 데레벤코를 알렉세이를 보호하는 유모로 임명했다. 알렉세이는 자전거를 타는 것과 격렬하게 노는 것이 금지되었다. 하지만 알렉세이는 선천적으로 활발한 소년이었다.
그가 어린 아이일 때,그는 손님들에게 가끔 장난을 쳤다. 어느 저녁 식사 파티였다. 그는 테이블 밑으로 기어들어가 여손님의 신발을 벗겨 그의 아버지인 니콜라이 2세에게 보여주었다. 니콜라이 2세는 엄중하게 '네 전리품을 제자리에 가져다 놓으렴.'이라고 말했다. 알렉세이는 잘 익은 딸기를 그 신발 속에 넣어놓았다.
길리아드는 황제 부부에게 알렉세이에게 더 큰 자율성을 부여하는 것이 알렉세이 스스로를 통제하는 것을 도와줄 것이라며 설득했다. 자유를 얻은 알렉세이는 어린 시절엔 버릇이 없었던 것과 달리 점점 성장했다. 알렉세이의 질병은 그가 다른 사람의 고통에 더 민감하게 만들었다.(다른 사람의 아픔에 더 잘 공감했다.)
제1차 세계 대전 동안 알렉세이는 오랫동안 그의 아버지와 육군 본부에서 생활했고 군대를 관찰했다. 1916년 12월, 스타브카의 영국군 존 핸버리 윌리암스가 아들의 죽음을 보고 받았다. 황제 니콜라이 2세는 12살의 아들 알렉세이를 그에게 보냈다.
"아버지가 당신의 외롭고 고통스러운 밤을 함께 지켜달라고 말했어요." 알렉세이는 장군을 위로해주었다. 다른 로마노프가의 남자들과 다르지 않게, 알렉세이 또한 어렸을 때부터 군복을 입고 전쟁터에서 자랐다. 니콜라이 2세는 황제가 될 알렉세이의 미래를 대비해 긴 정부 장관들과의 회의에 그를 참석시키는 등의 준비를 시작했다.
알렉세이는 러시아의 최초의 보이 스카우트 중 한명이었다. 니콜라이 2세의 대령 모르디노프은 알렉세이를 이렇게 기억했다.
"러시아 사람들은 그를 "황금의 마음"이라고 불렀어요. 그는 다른 사람들에게 쉽게 애정을 가졌고 그들을 도와주고 싶어했어요. 그들을 위해서 할 수 있는 최선을 다했어요. 특히 누군가 부당하게 다쳤다면 말이에요. 그는 다른 사람들에게 쉽게 연민을 느끼곤 했어요."
황태자 알렉세이는 몹시 게으른듯 했지만 매우 능력있는 소년이였다. 그는 모든것을 쉽게 파악했고 매우 사려깊었다. 또한 그의 나이답지 않게 날카로웠다. 그의 선천적인 좋은 성정과 연민에도 불구하고, 알렉세이는 의심의 여지없이 확고하고 독립적인 사람으로 자랄 것 같았다.
1917년에 알렉세이는 그의 둘째누나인 타티아나와 함께 군복을 입었다. 아버지 니콜라이 2세가 제 1차 세계대전에서 러시아 군대의 총 사령관이 되었을 때 알렉세이는 스타브카에서 그의 아버지에게 합류한 것이다.
알렉세이는 군 생활을 굉장히 좋아했다. 그는 장난끼 많고 에너지 넘치는 소년이 되었다. 니콜라이 2세는 그의 부인인 황후에게 보내는 편지에 이렇게 적었다. '알렉세이가 분수에서 우리에게 물을 뿌려서 우린 젖은 소매와 부츠차림으로 정원에 들어왔다. 이건 알렉세이가 가장 좋아하는 놀이이다. 그의 웃음 소리가 퍼져 울렸다. 나는 그 장면을 잘 보기 위해 그에게 집중했다.'
알렉세이는 군인이 먹는 검은 빵을 먹었고, 심지어 그가 궁전에서 먹던 식사를 제공받았을때는 '이건 군인이 먹는게 아니에요!'라며 거절했다. 1916년 그는 병장의 작위를 받았다. 그는 이것을 매우 자랑스러워했다. 알렉세이는 벨기에, 영국, 프랑스, 일본, 이탈리아, 세르비아의 외국인 군들을 매우 좋아했고 그들의 마스코트가 되었다. 그가 좋아하던 군인 핸버리 윌리암스는 이렇게 기록했다. "시간이 지나자 그는 수줍음을 잊고 우리를 마치 오래된 친구처럼 대했어요. 우리와 함께 재미있게 지냈지요."

### 황족의 망명 생활

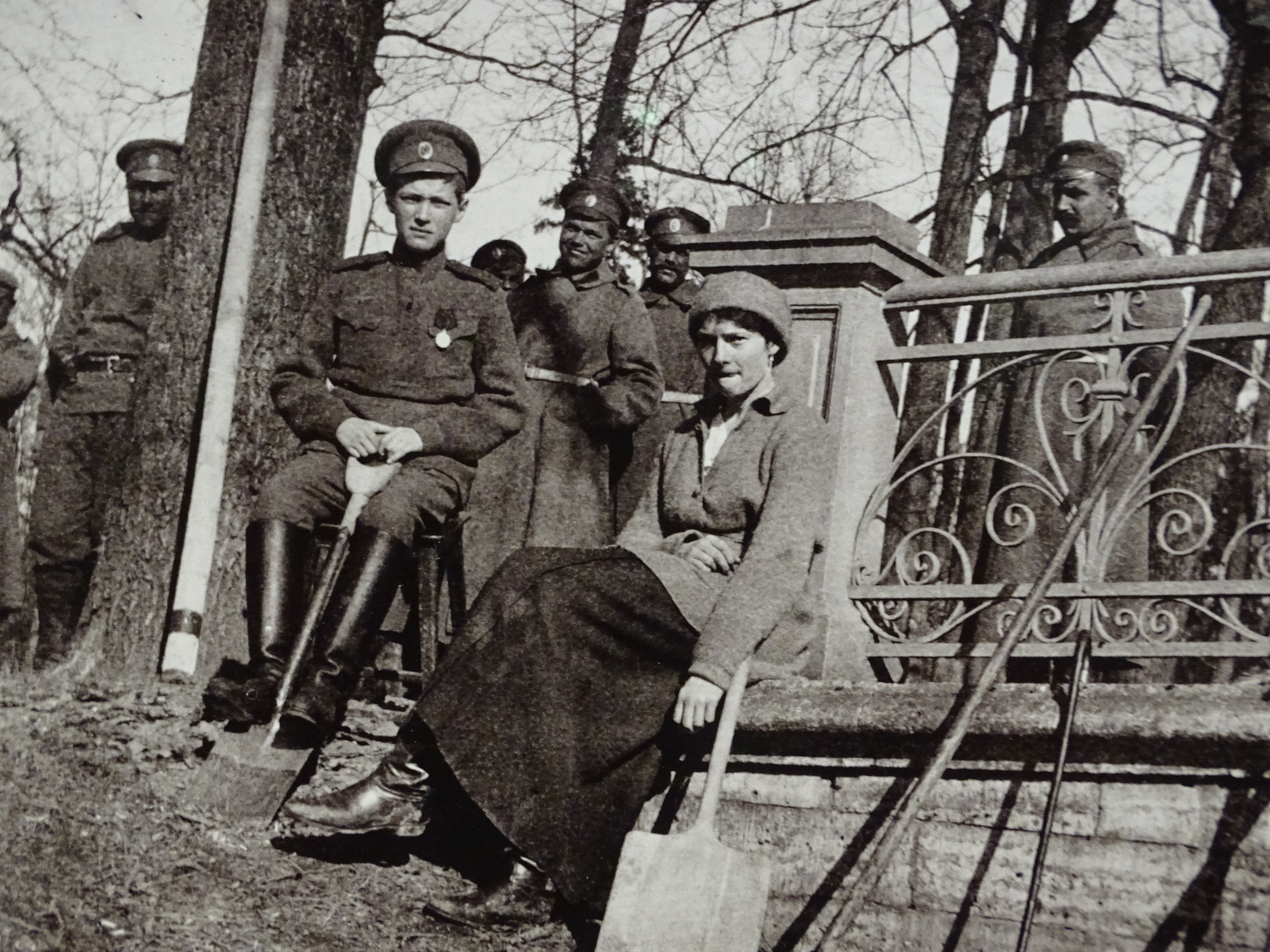
1917년 둘째 누나 타티야나와 함께 군복을 입은 체사레비치 알렉세이.

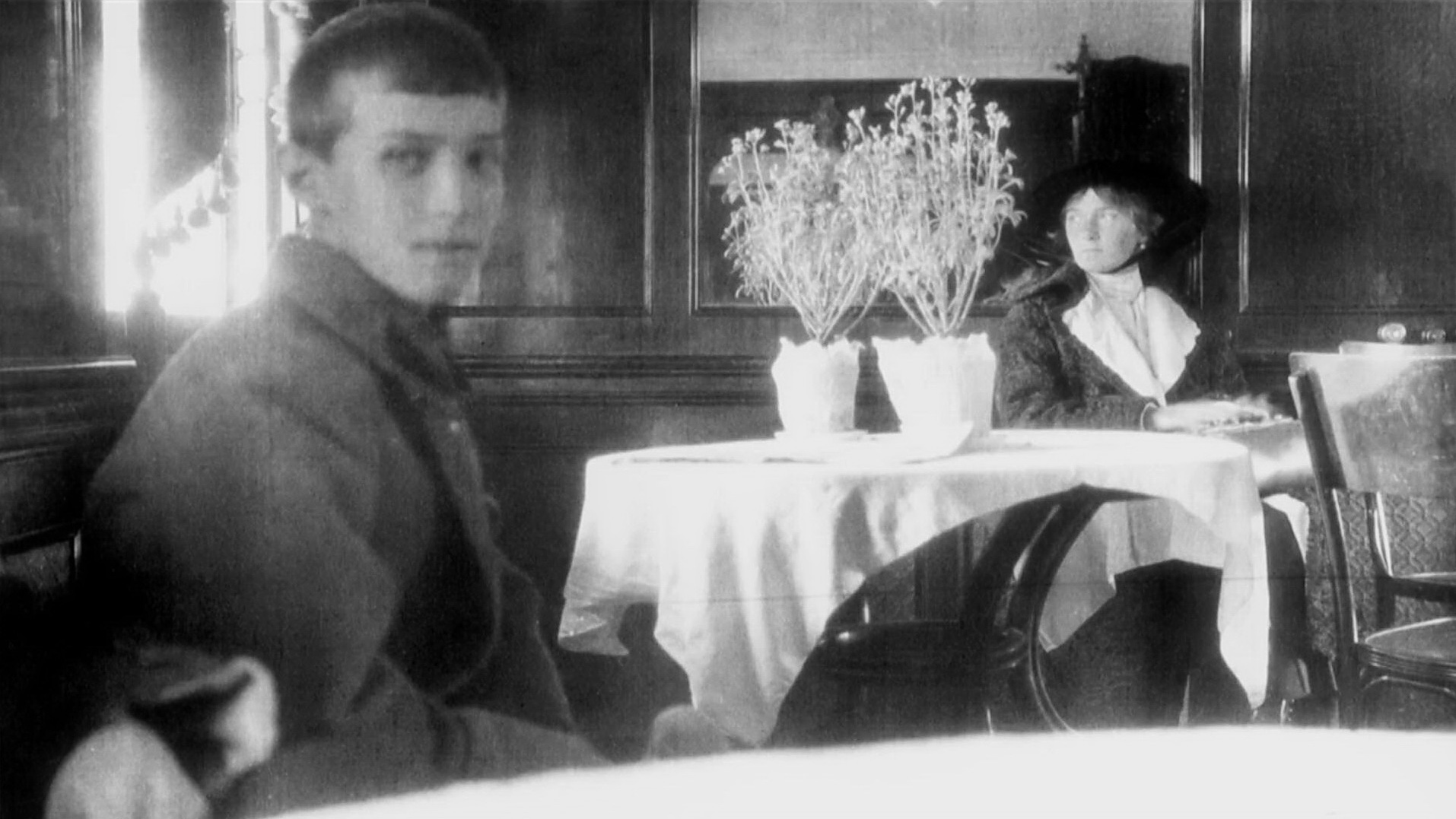
1918년 5월 러시아 예카테린부르크로 가는 증기선 '루스'호에 탑승한 알렉세이와 첫째 누나 올가의 마지막 사진이다.

니콜라이 2세가 1917년 2월 혁명으로 인해 퇴위를 하자, 니콜라이 2세의 가족은 그에 따라 체포되었다. 그들은 1917년의 겨울에 토볼스크에서 망명생활을 했다. 토볼스크에 억류되어 있을 때, 알렉세이는 그의 일기장에 얼마나 그가 지루한지에 대해 불평했고 또 신에게 그에게 자비를 내려줄 것을 기도했다. 알렉세이 황태자는 가끔 그의 의사의 아들인 콜랴와 부엌 소년인 레오니드 세드네브와 함께 노는 것만이 허용되었다. 시간이 흐르고, 알렉세이 황태자는 꼭 일부러 스스로를 다치게 하고 싶어하는 유혹에 빠진 것 같았다. 시베리아에 있었을 때 그는 감옥의 지하 계단 아래로 썰매를 탔고 사타구니를 다쳤다. 혈우병을 가진 그에게 출혈은 매우 치명적이었고 그는 스스로 움직일 수 없을 지경이 되었다.
1918년 4월 그들이 예카테린부르크에 갈 때 그는 이동할 수 없었고, 결국 그의 세 명의 누나와 함께 몇주 뒤 뒤늦게 합류하였다. 그리고 그는 7월, 그가 죽기 직전까지 휠체어에서 생활해야 했다.
그들이 예카테린부르크에 있는 지하실에서 1918년 7월 16일에 잔인하게 살해당했을 때 그는 14번째 생일을 한달도 채 남겨두지 않았다. 이 일은 볼셰비키 비밀 경찰인 야코프 유로프스키의 지휘 아래 실시되었다.
황제 가족은 한밤중에 지하실로 내려가야 한다는 말을 들었다. 그들은 옷을 갈아입고 내려왔다. 황제 니콜라이 2세가 알렉세이 황태자를 부축하여 이동했다. 어머니 알렉산드라 황후는 자신과 알렉세이를 위해 의자를 가져다달라고 부탁했다.
황제 가족과 하인이 자리를 잡았을 때 유로프스키는 그들을 죽일 것이라고 발표했다. 니콜라이 2세 황제가 먼저 총살당했고 황후와 두 하인이 죽었다. 알렉세이 황태자는 반복적으로 총격을 당하기 전에 겁에 질려 의자에 앉아있었다. 황태자는 계속 죽지 않았고, 볼셰비키 당원은 그를 여러번 총검으로 찔렀다. 유로프스키는 '그는 정말 죽지 않았어요. 그는 부상을 입었지만, 계속 살아 있었어요.'라고 기록했다.
황태자의 몸은 그가 입은 옷에 달린 귀중한 보석에 의해 보호되었다. 결국 유로프스키는 황태자의 머리에 두 번이나 총을 겨누었고, 그때서야 그는 조용히 사망했다.
알렉세이 황태자가 생존했다는 소문은 황제 가족의 시체가 발견되지 않았을때까지 계속해서 돌았다. 알렉세이는 그의 세 번째 누나인 마리아와 함께 실종되었는데 (일반적으로 네 번째 누나 아나스타샤라고 잘못 알려져 있다.) 후에 많은 사람들이 황태자를 사칭하게 되었다. 알렉세이 푸치아토, 조셉 베레스, 하이노 타멧 등이 바로 그 사기꾼들이다. 하지만 과학자들은 그를 평생에 걸쳐 괴롭힌 혈우병으로 인해 그의 탈출은 불가능하다고 생각했다. 사라진 두 시신은 화장 되었다고 여겨졌지만 과학자들은 짦은 시간과 한정된 물질로 그들의 시신을 완벽하게 화장하는 것은 불가능하다고 주장했다.
예카테린부르크를 둘러싼 숲을 계속해서 조사한 결과, 2007년 알렉세이 황태자와 그의 셋째 누나 마리아의 시신이 발견되었다. 러시아 로마노프 황가의 몰락의 가장 큰 이유중에 하나는 라스푸틴의 정치 관여였다. 알렉세이 황태자가 만일 혈우병에 의해 심각하게 고통받지 않았더라면, 그의 어머니 알렉산드라 황후는 라스푸틴에게 전적으로 의지하지 않았을 것이고 그렇다면 라스푸틴이 황제 일가에 그토록 엄청난 영향력을 끼칠 수 없었을 것이다.

### 사후
2001년, 알렉세이 황태자는 자신의 가족 및 다른 러시아 혁명시의 교회 순교자들과 함께 러시아 정교회에 의해 성인으로 시성되었다.
2007년 8월, 예카테린부르크 근방 니콜라이 2세 일가족의 구금 장소로 추정되는 곳의 지하실에서 어린 남자 아이의 유골이 발견되었는데, 이 유골이 알렉세이 황태자라는 것이 밝혀졌다. 그 동안 유골이 발견되지 않아 수 많은 사람들이 자기가 알렉세이 황태자라고 주장을 했는데, 대표적인 사람이 바실리 크세노폰토비치 필라토프(1907년 ~ 1988년)였다. 필라토프는 자신이 혈우병 환자라고 말했으며, 죽기직전 유언으로 자신이 알렉세이 황태자라고 밝혔다고 한다. 필라토프는 알렉세이와 상당히 닮았고, 라틴어를 비롯 여러 언어와 러시아의 역사, 고전음악 등을 꿰뚫었으며 생활상 역시 황실집안과 비슷한 삶을 살았고, 결정적으로 로마노프 황실과 DNA 연결이 있는 것으로 밝혀졌다. 그의 아들 올렉은 니콜라이 2세와 닮았다. 그러나 그가 알렉세이 황태자라는 주장은 허위로 밝혀졌지만, 그가 로마노프 황실의 방계 후손이라고 밝혀졌을 뿐이다. 아직 필라토프의 조상이 로마노프 황족 중에서 누구의 자손인지는 미상이다.

## 같이 보기
- 니콜라이 2세
- OTMA
- 그리고리 라스푸틴